# كارل فيلدز
كارل فيلدز (بالإنجليزية: Karl Fields)‏ هو عالم سياسة أمريكي، ولد في عقد 1960.